# Taroudant
Taroudant is een stad in het zuiden van Marokko. Het is de hoofdstad van de gelijknamige provincie en ligt 76 km oostelijk van Agadir. De stad heeft ca. 80.000 inwoners. Het diende als hoofdstad voor de Saadi-dynastie, en daarna voor de Alaoui-dynastie.
Een belangrijke inkomstenbron van de plaatselijke bevolking is de landbouw en handarbeid. Er zijn verschillende Arabische en Berberse markten die beiden hun eigen specialisatie hebben. In de stad worden voornamelijk sinaasappelen en arganolie geproduceerd.